# Guy Percy Lumsden Drake-Brockman
Guy Percy Lumsden Drake-Brockman (Sudafrica, 25 ottobre 1894 – Canada, 22 aprile 1952) è stato un militare britannico, veterano della prima guerra mondiale dove fu decorato con la Military Cross, e poi con il Distinguished Service Order, e nel corso della sua carriera militare fu menzionato quattro volte nei Dispacci. Per aver fisicamente aggredito due ufficiali tedeschi, uno dei quali era il Gruppenkommandeur Heinz Cramer, decorato poco dopo con la Croce di Cavaliere della Croce di Ferro, mentre si trovava al comando della 21ª Brigata corazzata, fu sottoposto a corte marziale e allontanato dall’esercito. Pur di continuare a combattere si trasferì in Canada dove riuscì ad arruolarsi come soldato semplice nel locale esercito, venendo promosso poche settimane dopo in una sola volta da soldato a maggiore.

## Biografia
Nacque in Sudafrica il 25 ottobre 1894, figlio del tenente colonnello del British Army Herbert Edward Drake-Brockman (1865-1945). Arruolatosi nell’esercito l'8 agosto 1914 prestò servizio come sottotenente  nel Border Regiment, che fu subito inviato al fronte dopo lo scoppio della prima guerra mondiale. Promosso tenente il 29 ottobre dello stesso anno, fu decorato con la Military Cross il 29 giugno 1915, e promosso capitano a titolo temporaneo il 17 dicembre dello stesso anno,  e definitivamente il 1 gennaio 1917. Rimase sul territorio europeo fino al 5 marzo 1918, quando ritornò a Milford Haven, e dopo la firma dell'armistizio di Compiègne nel novembre 1918, partì poco dopo per Murmansk, in Russia, al seguito del corpo di spedizione britannico, dove rimase fino al 25 ottobre 1919. Rientrato in Patria fu insignito del Distinguished Service Order, e temporaneamente assegnato alle forze britanniche presenti in Irlanda, dove rimase fino al 31 maggio 1920. Il 1 aprile 1922 fu trasferito allo Stato maggiore del Royal Tank Corps, dove rimase fino al 20 ottobre 1923. Promosso maggiore il 16 ottobre 1927, fu trasferito in India il 1 marzo 1932, assegnato allo Stato maggiore dell'esercito indiano dove rimase fino al 19 giugno 1935. Tenente colonnello dal 1º aprile 1937, l'anno successivo assunse il comando dell’8th Battalion del Royal Tank Regiment. Il 3 settembre 1939, poco dopo lo scoppio della seconda guerra mondiale, assunse il comando della 21st Army Tank Brigade. 
Per aver fisicamente aggredito due membri dell’equipaggio di un bombardiere Junkers Ju 88 della Luftwaffe abbattuto il 17 settembre 1940, fu sottoposto a corte marziale e radiato dall’esercito il 14 novembre dello stesso anno.
Deciso a continuare a combattere si trasferì in Canada dove riuscì ad arruolarsi nell'esercito canadese come soldato semplice il 9 gennaio 1942, lavando i pavimenti, portando il carbone e svolgendo servizio di guardia. Tuttavia, qualche settimana dopo, fu promosso in una sola volta da soldato a maggiore, e prestò servizio per il resto del conflitto svolgendo ruoli amministrativi o addestrativi nel Canadian Armoured Corps, anche se richiese più volte di essere assegnato a reparti combattenti. Si spense il 22 aprile 1952, è per sua espressa volontà fu sepolto nel Cimitero di Greytown, Kwazulu Natal, in Sudafrica, dove era nato.

### Annotazioni
1. ↑  In Canada si sposò per la seconda volta a Toronto il 22 ottobre 1942 con la signorina Vera Mary McLeod Harrison-Topham, e la coppia ebbe una figlia, Jennifer Anne, nata a Toronto il 3 dicembre 1944.
2. ↑  Fu nominato nel dispacci il 22 giugno 1915, l’11 dicembre 1917, il 3 febbraio 1920 e il 6 maggio 1932.

### Fonti
1. 1 2  Di Nunzio 2016, p. 44.
2. ↑  Paul Harris, The Men Who Planned the War: A Study of the Staff of the British Army of the Westen Front, 1914-1918, Routledge, London, 2016.
3. ↑  Supplement to the London Gazette, 9 January 1916, pag.1215.
4. ↑  Fletcher 2014, p. 4.